# 正常位
正常位（せいじょうい、通常位、英: missionary position、中国語: 男上女下）は、人間が性交を行う際の体位（性交体位）のひとつで、女性が下で仰向けで足を広げ、男性がその上からのしかかる姿勢のことである。2人が正面に向かい合う体位で、比較的一般的に行われる体勢である。
性器結合部分の密着挿入感と全身の接触感を得ることができる。

## 概説
ほとんどの哺乳類は後背位に近い姿勢を取るのとは対照的にヒトはこの体位で性交することが多く、射精する際にこの体位を取ることが最も多い。ゴリラもこの体位に近い体位で性交する。膣の構造に関しては、サル類とヒトでは向きがやや異なり、対面性交に向いた角度を持つとも言う。
手順
1. 女性が仰向けになり、膝を曲げ立て、股を開く。
2. 女性の両脚の間に男性が膝を着いた状態で入る。
3. 女性器に陰茎をあてがう。
4. 男性は腰を前進させ、膣に陰茎を挿入する。

この体位は、愛撫のバリエーションが豊富なのも特徴であり、上半身のあちこちへのキス、ディープキス、乳房や陰核への愛撫などが簡単であるのも利点となっている。

### 体位の変形
正常位は、多くのバリエーションを持つ（四十八手を参照）。女性の身体を丸めるように両脚を上げさせて結合部に男性の体重をかけ、その重みでペニスが普通以上に奥深く挿入される体位（屈曲位）や、女性の腰の下に男性の両手を回し入れ、腰を宙に浮かせる体位などがある。また、正常位から松葉崩しや対面座位などに移行することもある。
男女の位置関係から、主に以下のような形が存在する。
- 男性が上半身を起こすようにして腰を使う形。女性の上半身を男性の身体で覆い隠さないので、視覚効果の高いアダルトビデオでもよく使われる。俗に「AV正常位」と呼ばれる。
- 男性が両腕を伸ばし、女性と胸を合わさずに自らの上半身を支える形。女性との結合点に重みをかけるようにすると、密着感が高く、腰も使いやすいという長所があるが、男性には両腕の筋肉の持続力が必要となり、両手での女性への愛撫が行えなくなるという短所もある。
- 男性が女性と胸を密着させる形。抱擁の快楽を味わうことができるが、女性は男性の体重で息苦しくなり、男性は腰を使いづらくなるので、あまり長くは続けられない。

## 名称
「正常位」という文字を見ると、「騎乗位や後背位は異常な体位なのか」という疑問が生じる。「正上位」と表記する場合もあるが、「女性が上という状態は正しくないのか」とやはり疑問が残る。一方「対面男性上位」を略し、誤って表記しているのではないか、という説もある。国語辞典や『現代用語の基礎知識』にも収録されない言葉であり、いつ誰が使い始めた言葉なのか、吟味が必要であろう（開高健『ずばり東京』所収「ある都庁職員の一日」（1964年10月記事初出）に既に見出される。最古の用例についてはさらに要調査）。
最近、アダルトサイトで同じ体位を指して「正上位」という表記が見られる。

### 名称をめぐる意見
- 体位は時代や文化によっても変化することがありうる。正常位、後背位あるいは騎乗位のどれが「正しい」とも言い切れないであろう。
- 「動物の場合、ほとんどが後背位であるのに比べて、互いが向き合って眼を合わせて愛を確認する人間特有の体位といえるのではないか」という説に対して、「爬虫類の蛇や哺乳類の鯨類・海獣類は体の構造上後背位はとれず、人類と同様にお互いが向かい合って性交をする。このような俗説は人類至上主義に基づく偏見である」という反論がある（人間は体の構造上、正常位・後背位など複数の体位が可能であるが、その中から正常位が多く選択されている点は動物と異なるであろう）。
- 「後背位は動物のようで嫌だという感想を持つ女性がいる」ことも事実であるし、逆に「後背位の方がいいという感想を持つ女性もいる」こともまた事実である。
- 英語では「宣教師ポジション（スタイル）：missionary position」という言葉で呼ばれる。この語源については、キリスト教の布教の際に宣教師が推奨した体位と説明されることが従来多かったが、現在ではアルフレッド・キンゼイの勘違いによって生み出された言葉だと考えられている[3]。この語の初出は1948年のキンゼイ報告であり、それ以前の英語圏での正常位の呼び方は"the matrimonial", "the Mama-Papa position", "the English-American position", "the male superior position"などであった。キンゼイ報告の中でキンゼイは、ブロニスワフ・マリノフスキが1929年に「トロブリアンド諸島の現地住民がEnglish-American positionのことをmissionary positionと揶揄して呼んでいる」と記録している、と述べてこの語を紹介した。しかし実際のマリノフスキの記録では、婚約した現地住民の男女が手をつないでいる様子がmisinari si bubunela（現地語で「宣教師流スタイル」の意味）と呼ばれている、と記録されているに過ぎず、この部分をキンゼイが誤解して上記の記述になったものと考えられている。キンゼイ報告は発表直後大きな反響を持って迎えられたが、その中にこの誤った記述があったことから、この語が広く使われるようになった。

## 体位の不具合
パートナーの体の相性によっては正常位が取れない場合がある。女性の膣口が極端に下側（背中側）近くに位置する場合（「下付き」）やその反対（「上付き」）で、男性器との組み合わせが悪い場合である。また、女性の股関節がかたく男性器の挿入が難しい場合がある。正常位は男性が動きやすい体位になるため、比較的負担が少なく楽に性運動が行えるとする説もあるが、実際には男女ともに腰を痛めやすい体位でもあり、また、女性に体重をかけた正常位が長時間に及ぶと、女性にとって大きく負担となる場合もある。

## ギャラリー

### 芸術での表現

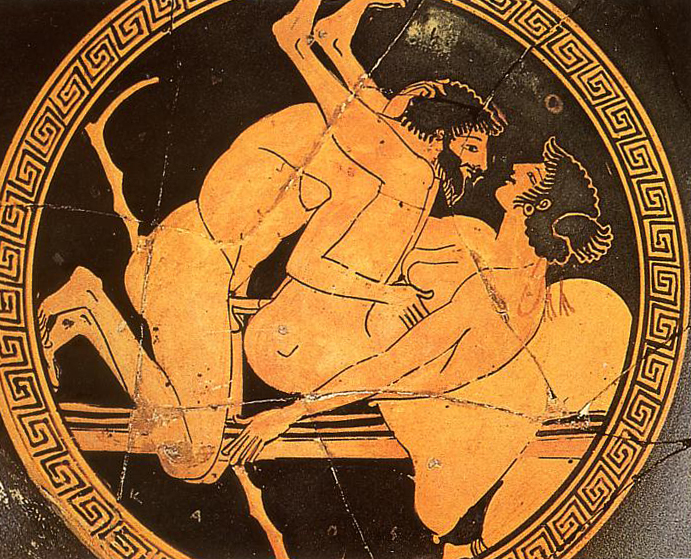
古代ギリシャの壷に表現された正常位
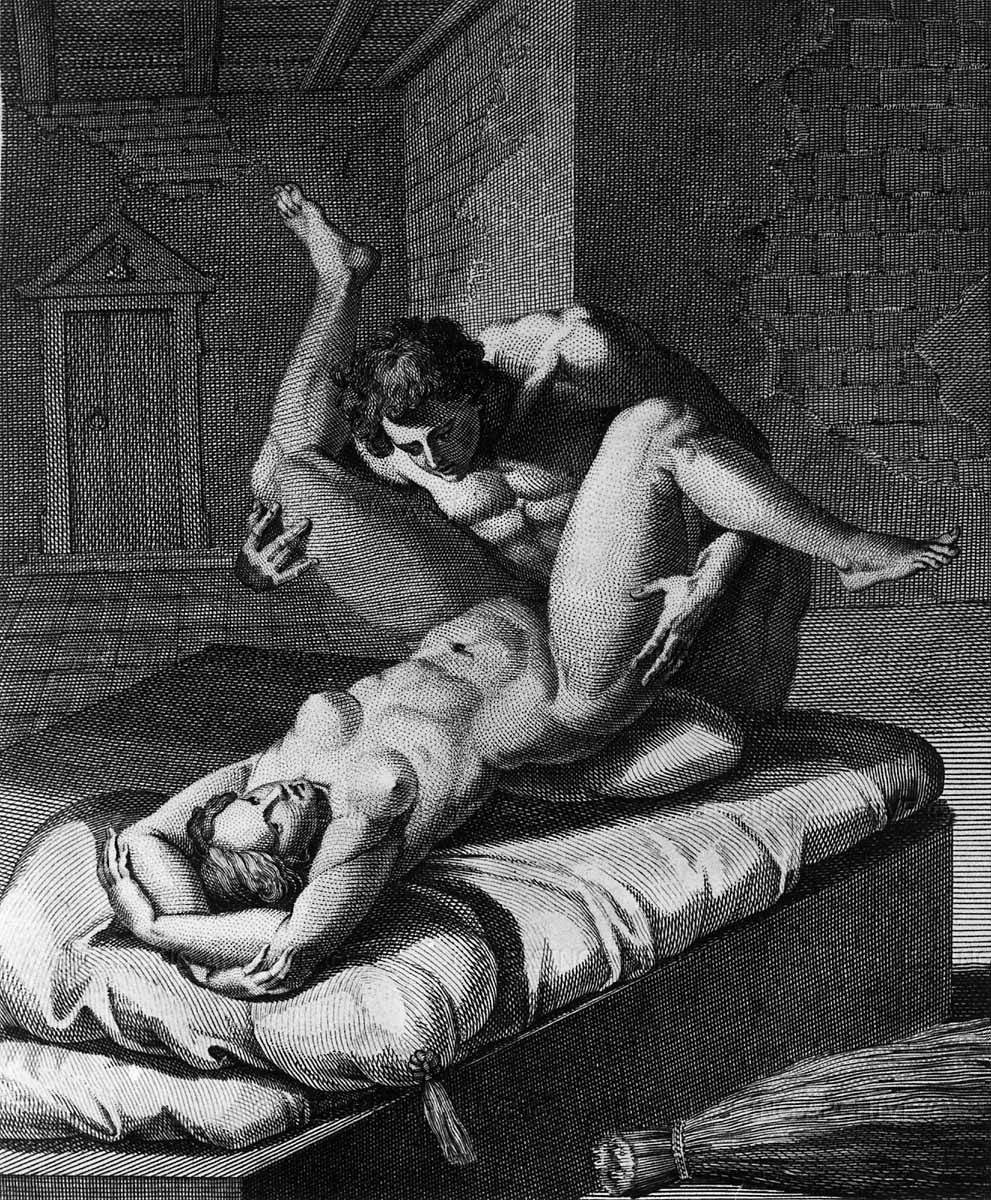
イ・モーディに描かれた正常位
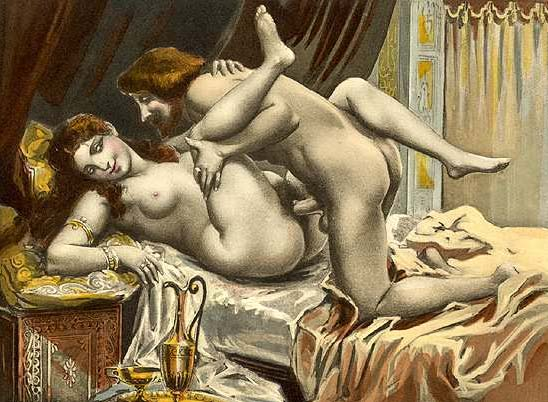
ポール·アヴリル による正常位のイラスト
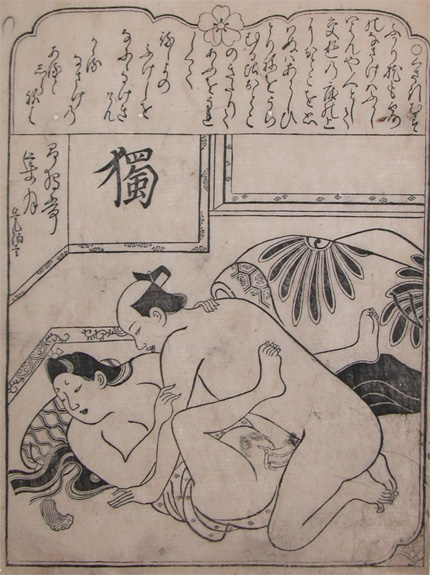
菱川師宣による春画に描かれた正常位

## 文学
イギリスのシェイクスピアは『オセロ』第1幕第1場117行目で「your daughter and the Moor are now making the beast with two backs.」（お嬢さまとムーア人が背中2つの怪物になっております）と正常位の男女を表現している。これはフランスのラブレーの『ガルガンチュワとパンタグリュエル』における「"la beste à deux doz" 」の翻訳であるとされる。